# Meridiano 129 W
O meridiano 129 W é um meridiano que, partindo do Polo Norte, atravessa o Oceano Ártico, América do Norte, Oceano Pacífico, Oceano Antártico, Antártida e chega ao Polo Sul. Forma um círculo máximo com o Meridiano 51 E.
Começando no Polo Norte, o meridiano 129º Oeste tem os seguintes cruzamentos:
| País, território ou mar | Notas |
| ----------------------- | --- |
| Oceano Ártico           | |
| Mar de Beaufort         | |
| Canadá                  | Territórios do Noroeste Yukon Colúmbia Britânica - continente e Ilha Maitland, Ilha Hawkesbury, Ilha Gribbell, Ilha Princess Royal e Ilha Aristazabal |
| Oceano Pacífico         | |
| Oceano Antártico        | |
| Antártida               | Território não reivindicado |